# Юродивий (поема)
«Юродивий» — незакінчена поема Тараса Шевченка, написана в грудні 1857 року в Нижньому Новгороді.

## Історія написання
Незакінчена поема «Юродивий» Шевченка, написана орієнтовно в грудні 1857 року в Нижньому Новгороді. Автограф був в архіві Л. Жемчужникова. Дальша його доля невідома. Збереглася лише копія О. Кониського з цього автографа. Твір уперше надруковано в «Записках Наукового товариства імені Шевченка» (1901, т. 39, в. 1). Текст «Юродивого», очевидно, є вступом або прологом до поеми, план якої в процесі писання зазнав докорінних змін. Задум твору виник під враженням сну й записаний 19 липня 1857 у «Щоденнику». В передбачуваній поемі під назвою «Сатрап и Дервиш» дія мала розгортатися в умовній східній сатрапії — сатиричній алегорії України часів Миколи I. Прототипами сатиричних персонажів твору мали стати київський військовий губернатор, київський, подільський і волинський генерал-губернатор Д. Бібіков, правитель його канцелярії, згодом олонецький губернатор М. Писарєв, разом із своєю розпусною дружиною, а також учасники якогось «происшествия в Оренбургской сатрапии». Сюжет поеми задуманий, за словами автора, «вроде „Анджело“ Пушкина», очевидно, був би пов'язаний з хтивим потягом сатрапа до героїні, неправедним судом і сценою ляпаса сатрапові (поет занотував у «Щоденнику» такий випадок, що стався з Писарєвим у Петрозаводську, помилково перенісши подію у Вологду). Відомості про цей випадок міг привезти до Оренбурзької губернії польський засланець Е. Желіговський, переведений туди 1853 року з Петрозаводська. Цю поему Шевченко мав намір «непременно написать по-русски». Здійснювати задум він почав не раніше 13 грудня 1857 року, коли записав у «Щоденнику»: «Сегодня же принимаюсь за „Сатрапа и Дервиша“ (…) Мне хочется написать „Сатрапа“ в форме эпопеи. Эта форма для меня совершенно новая. Не знаю, как я с нею слажу?». Від первісного задуму в «Юродивому» залишилися загальне сатиричне спрямування твору, образи Бібікова й Писарєва і епізод з ляпасом. Але в цілому характер твору істотно змінився. «Юродивий» — не алегорична поема, в якій місце дії замасковано «сходом», а відверто революційний, безцензурний твір. Відмовившись перенести дію на схід, автор відповідно змінив назву поеми. Про дальший нереалізований план твору дають уявлення останні рядки тексту, де автор говорить про декабристів у Сибіру: «На світ вас виведу надалі // Рядами довгими в кайданах…». Отже, якби Шевченко закінчив «Юродивий», це, можливо, була б героїчна поема-епопея про декабристів, в якій сатирична тема поєдналася б з темою уславлення революційного подвигу. Переростання задуму «Сатрапа и Дервиша» в поему про декабристів не було випадковим. В Нижньому Новгороді Шевченко багато читав пов'язані з декабристами матеріали в герценівських виданнях («Колокол» і «Полярная звезда»), зустрічався з декабристом І. Анненковим, присвятив декабристам чимало записів у «Щоденнику». Безпосередньо перед «Юродивим» Шевченко написав поему «Неофіти», в якій порушено декабристську тему. Закінчивши її 8 грудня 1857 року, він того самого дня записав у «Щоденнику»: «Не знаю, когда я примусь за „Дервиша и Сатрапа“, а поползновение большое чувствую к писанню».

## Складова
Завершена частина «Юродивого» тематично й формально розвивала напрям попередньої сатири Шевченка («Сон» («У всякого своя доля»), «Кавказ» та інші). Сатира «Юродивого» спрямована як безпосередньо проти самодержавства в особі Миколи I та його сатрапів, так і проти українського панства («Німії, подлії раби, // Підніжки царськії») і покірного загалу («свинопаси»). З викриттям царизму і суспільної пасивності поєднується богоборча тема (мотив «всевидящого ока», байдужого до царських злочинів). Сатира поеми невіддільна від її позитивної теми — уславлення революційного героїзму. Цю лінію «Юродивого» втілено в образах декабристів, «юродивого» і в безпосередніх революційних деклараціях автора. Поема пройнята жаданням майбутньої революції і революційним оптимізмом. За стилем «Юродивий» — лірично-сатиричний монолог, лексика якого — сплав народної мови з використанням народно-сатиричних зворотів і вульгаризмів у дусі бурлеску, слів, характерних для образної мови тогочасної громадянської поезії («сатрап», «кайдани»), і пародійованої офіційної фразеології («благосклонні пребивали»). Образи типу «фельдфебель-цар» були поширені в тогочасній нелегальній російській літературі (О. Герцен, О. Полежаєв, П. Лавров, М. Щербина, М. Добролюбов та інші). «Юродивий» — своєрідний поетичний «розрахунок» Шевченка з минулою миколаївською добою і водночас початок нового етапу творчості.

## Публікація
Вперше поему надруковано у виданні: Кониський О. «Варіанти на декотрі Шевченкові твори» 1901 року, за згаданою новою копією з копії (№ 359); у публікації помилково прочитано рядок 63: «рядами» замість «задами»; «не викроїлось» у рядку 62 виправлено редактором на «не викроїлося» заради збереження ритму.
Вперше поему введено до збірки творів у виданні: «Поезії Тараса Шевченка» 1902 року, ймовірно, за публікацією О. Я. Кониського.